# Monument du général Kléber
Le monument du général Kléber est un monument historique situé sur la place Kléber à Strasbourg, dans le département français du Bas-Rhin.

## Historique

### L'arrivée des cendres du général Kléber à Strasbourg (1800-1840)
Le général Jean-Baptiste Kléber, héros des guerres révolutionnaires, est assassiné le 14 juin 1800 au Caire d'un coup de poignard asséné par Soleyman el-Halaby, un jeune étudiant syrien.
De par le grand prestige dont le général bénéficie à la suite de ses dernières victoires dont celle d'Héliopolis, le 20 mars 1800, Napoléon craint que sa sépulture ne devienne un lieu de pèlerinage républicain. Au Caire, le médecin Dominique-Jean Larrey embaume le corps et celui-ci est déposé dans un cercueil de plomb, disposé lui-même dans un cercueil de chêne. Il est enterré dans le carré militaire du fort Ibrahim-Bey, non loin de la cité égyptienne. Lors du départ des troupes françaises d'Égypte, les restes sont transportés au château d'If, au large de Marseille, où ils restent jusqu'en 1814, dans une quasi-clandestinité.  
Lors de la Première Restauration, le général Dupont de l'Étang, ministre de la Guerre de Louis XVIII, propose qu'il soit inhumé à Marseille avec les honneurs militaires. Au vu des circonstances politiques du moment, sa proposition reste sans suite, et en 1818, le général Damas, alors Pair de France, propose le transfert des cendres dans sa ville natale, Strasbourg, ce que Louis XVIII accepte. Les cendres reposent un temps dans la cathédrale de Strasbourg, avant d'être transférées en 1838, sous la monarchie de Juillet, dans un caveau construit au milieu de la place d'armes, au centre de la ville, qui prend alors le nom de place Kléber. Une statue en bronze le représentant est installée au-dessus du caveau. Le monument est inauguré le 14 juin 1840, soit quarante ans, jour pour jour, après sa mort. 

### Le monument auxXXeetXXIesiècles

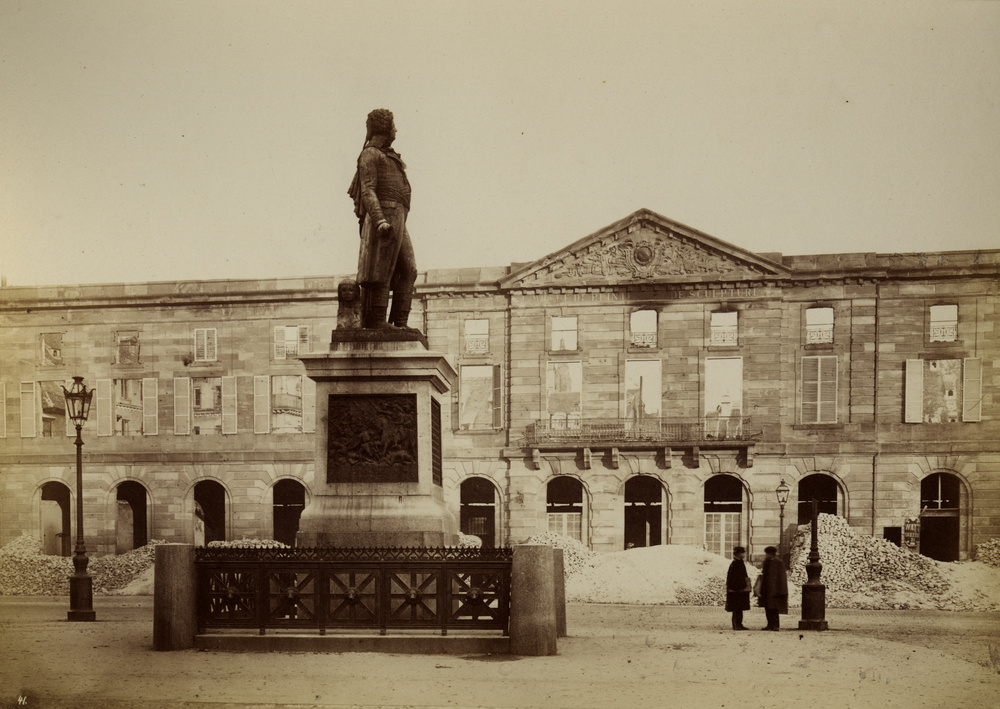
La statue du général Kléber, épargnée, regarde les bâtiments voisins détruits par le bombardement de Strasbourg pendant le siège de 1870. En arrière-plan, l'Aubette, musée municipal détruit.

Les restes du général ont été déplacés à plusieurs reprises au cours du XXe siècle. En effet, le monument connaît, tout comme la ville de Strasbourg et la région alsacienne, une histoire mouvementée à la fin du XIXe siècle avec l'annexion de l'Alsace-Lorraine à la suite de la guerre franco-prussienne en 1870. Puis avec les deux guerres mondiales dans la première moitié du XXe qui voit une seconde annexion de l'Alsace par l'Allemagne nazie.
Les autorités impériales du Reichsland ne déplacèrent pas la statue, ni les cendres du général, pendant l'annexion de la ville entre 1870 et 1918, au contraire des autorités nazies qui, lors de l'occupation de la ville pendant la Seconde Guerre mondiale, dans une volonté de germanisation totale de la ville et de la région, décidèrent de déplacer la dépouille au cimetière militaire de Cronenbourg, de déplacer la statue au musée historique et de renommer la place. La libération de la ville voit le retour de la statue et des cendres sur la place qui retrouve, en 1945, son nom de 1840.
L'édifice fait l'objet d'un classement au titre des monuments historiques en 1946, il est déclassé en 1952.

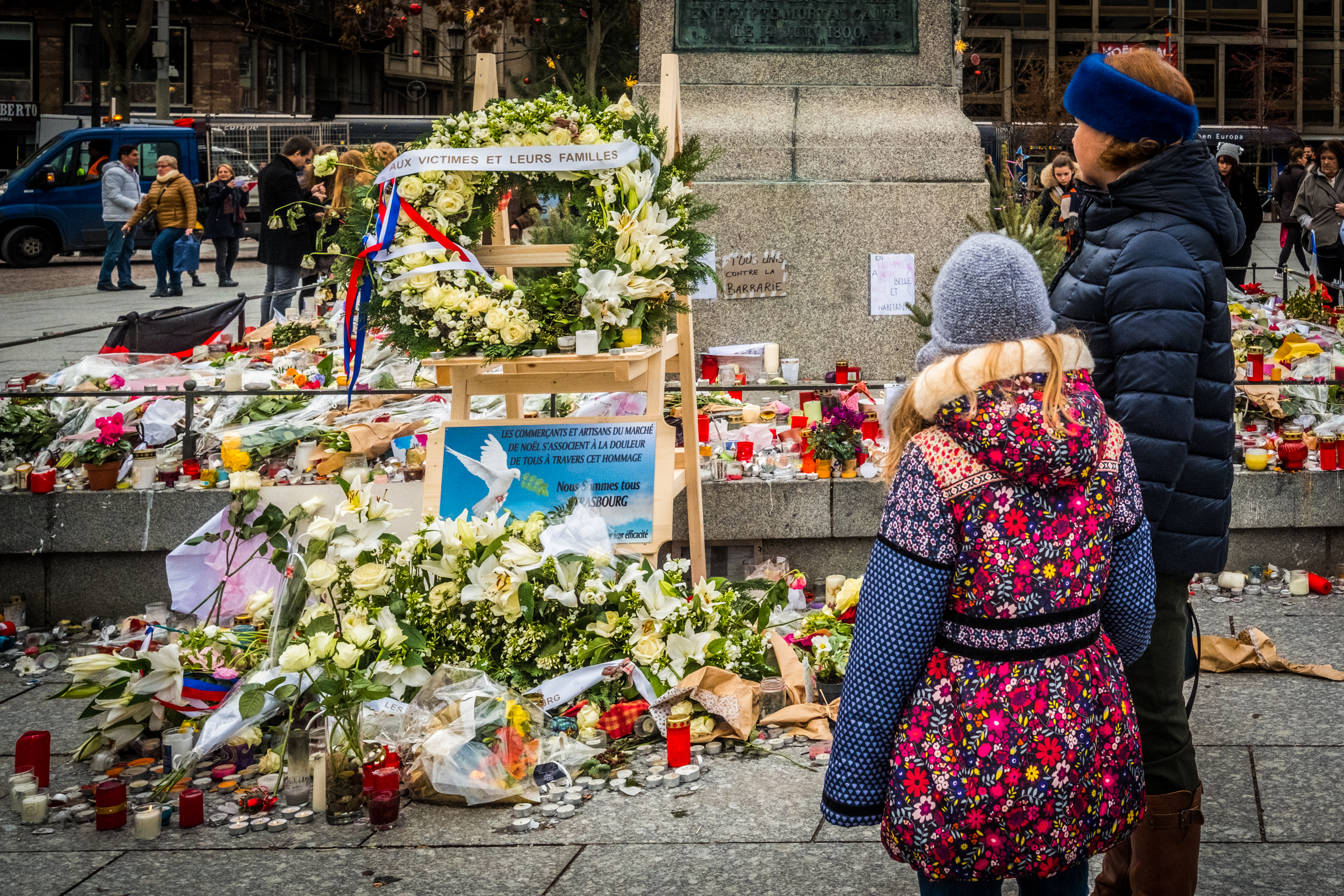
Mémorial en l'honneur des victimes de l'attentat du marché de Noël de Strasbourg au pied de la statue de Kléber, en décembre 2018.

Symbole de la nation française et du particularisme alsacien, la statue du général Kléber est encore aujourd'hui au centre de nombreuses commémorations militaires et d'autres événements de toutes sortes. Mais elle assiste aussi aux nombreux rassemblements et manifestations sur cette place majeure de la ville. Durant la période hivernale, la statue fait face au grand sapin du marché de Noël. 
A Strasbourg, le nom du général Kléber a également été attribué, outre la place, à un quai, un lycée et un collège.

## Architecture
La statue en bronze, réalisée par Philippe Grass, représente le général Kléber tenant dans la main droite la lettre de l’amiral britannique George Keith Elphinstone lui demandant de quitter l'Égypte. Ce pays où Kléber a officié pendant l'expédition militaire de Napoléon est représenté par un sphinx situé derrière l'officier, à ses pieds. 
Cette statue du général Kléber surmonte le caveau où repose ses cendres. Sur les façades du mausolée figurent quatre plaques dont les représentations des batailles d'Héliopolis et d'Altenkirchen auxquelles le général Kléber a pris part, ainsi qu'une courte biographie et une épitaphe.  
| - Courte biographie du général Kléber. - Représentation de la bataille d'Héliopolis en bas-relief. - Épitaphe du mausolée. - Représentation de la bataille d'Altenkirchen en bas-relief. |